# Microphis lineatus
O Microphis lineatus é uma espécie de peixe que pode ser encontrada no Oceano Atlântico, bastante comum no litoral brasileiro. Tais animais chegam a medir até 16 cm de comprimento, com cabeças cheias de estrias e manchas escuras, corpo marrom uniforme e nadadeira caudal enegrecida.